# The 1975
The 1975 is een Britse alternatieve-rockband uit Manchester. De band bestaat uit zanger, producer, tekstschrijver en slaggitarist Matthew Healy, bassist Ross MacDonald, leadgitarist Adam Hann en drummer-producer George Daniel.

## Geschiedenis

### 2002-2011: De formatie
De vier leden van de groep ontmoetten elkaar op Wilmslow High School in Wilmslow. Ze begonnen met het spelen van muziek in 2002. Ze vormden een band nadat het gemeentebestuur meerdere optredens organiseerde voor tieners. Adam Hann benaderde Matthew Healy en zei dat hij bij een van deze shows wou spelen. Ze speelden covers totdat ze "Uiteindelijk een eigen liedje schreven" volgens Matthew Healy, "We zijn toen begonnen en we maken samen muziek sinds we ongeveer 15 waren." Nadat Adam Hann ze had uitgenodigd om een band te beginnen brachten ze hun vroege dagen door met covers spelen van punk liedjes in een lokale discotheek. Matthew Healy was oorspronkelijk de drummer van de band. Hij nam de positie van zanger pas over nadat de vorige zanger de band had verlaten. Sindsdien is George Daniel de drummer van de band.
De band heeft al verschillende namen gehad, onder andere Talkhouse, The Slowdown, Bigsleep en Drive Like I Do werden gebruikt als naam. De naam The 1975 kwam uiteindelijk uit een boek, Matthey Healy vertelt dat de naam werd geïnspireerd door gestoorde en "mentale" krabbels die op de achterpagina van het boek On The Road van Jack Kerouac te vinden waren die dateerden uit "1 June. The 1975."
Het eerste optreden van de band als The 1975 was in januari 2012. Ook een platencontract bij het Britse platenlabel Dirty Hit kwam daarna op hun pad. Later in augustus brachten ze hun eerste extended play uit: Facedown. Het nummer "The City" op dat album was het eerste nummer van de band wat op de Britse radio werd gedraaid. Op 19 november 2012 kwam de tweede ep van de band uit, getiteld "Sex". The 1975 begon in het begin van 2013 ook aan een Britse tour. Het nummer Chocolate behaalde een 18e positie in de Britse hitlijst.
Het gelijknamige debuutalbum van The 1975 kwam op 2 september uit. Het album werd geproduceerd door Mike Crossey, die eerder al met de Arctic Monkeys en Foals samenwerkte.

## Muzikale stijl en invloeden
Een recensent van Pitchfork vergeleek de band met The Big Pink in een recensie van de eerste ep van de band. Healy zelf noemt Talking Heads, Prince, My Bloody Valentine, Michael Jackson, Peter Gabriel, Brian Eno en Sigur Rós als muzikale invloeden.

## Discografie

### Albums
| Album met eventuele hitnotering(en) in de Nederlandse Album Top 100     | Datum van verschijnen | Datum van binnenkomst | Hoogste positie | Aantal weken | Opmerkingen |
| ----------------------------------------------------------------------- | --------------------- | --------------------- | --------------- | ------------ | ----------- |
| I Like It When You Sleep, For You Are So Beautiful Yet So Unaware of It | 26-02-2016            | 05-03-2016            | 19              | 7            |             |
| A Brief Inquiry into Online Relationships                               | 30-11-2018            | 08-12-2018            | 36              | 3            |             |
| Notes on a Conditional Form                                             | 21-02-2020            | 30-05-2020            | 36              | 1            |             |

| Album met hitnotering(en) in de Vlaamse Ultratop 200 albums             | Datum van verschijnen | Datum van binnenkomst | Hoogste positie | Aantal weken | Opmerkingen |
| ----------------------------------------------------------------------- | --------------------- | --------------------- | --------------- | ------------ | ----------- |
| The 1975                                                                | 2014                  | 02-08-2014            | 191             | 1            |             |
| I Like It When You Sleep, For You Are So Beautiful Yet So Unaware of It | 26-02-2016            | 05-03-2016            | 14              | 18           |             |
| A Brief Inquiry into Online Relationships                               | 30-11-2018            | 08-12-2018            | 44              | 3            |             |
| Notes on a Conditional Form                                             | 21-02-2020            | 30-05-2020            | 67              | 2            |             |
| Being Funny in a Foreign Language                                       | 14-10-2022            | 22-10-2022            | 19              | 1*           |             |

### Singles
| Single met eventuele hitnotering(en) in de Nederlandse Top 40 | Datum van verschijnen | Datum van binnenkomst | Hoogste positie | Aantal weken | Opmerkingen |
| ------------------------------------------------------------- | --------------------- | --------------------- | --------------- | ------------ | ----------- |
| It's Not Living (If It's Not with You)                        | 19-10-2018            | 15-12-2018            | tip13           | -            |             |
| If You're Too Shy (Let Me Know)                               | 23-04-2020            | 09-05-2020            | tip18           | 5            |             |

| Single met hitnotering(en) in de Vlaamse Ultratop 50 | Datum van verschijnen | Datum van binnenkomst | Hoogste positie | Aantal weken | Opmerkingen |
| ---------------------------------------------------- | --------------------- | --------------------- | --------------- | ------------ | ----------- |
| Chocolate                                            | 04-03-2013            | 23-03-2013            | tip15           | -            |             |
| Sex                                                  | 23-08-2013            | 28-09-2013            | tip68           | -            |             |
| Girls                                                | 04-11-2013            | 16-11-2013            | tip13           | -            |             |
| Robbers                                              | 16-06-2014            | 28-06-2014            | tip65           | -            |             |
| The City                                             | 08-07-2013            | 26-07-2014            | tip87           | -            |             |
| The Sound                                            | 18-01-2016            | 13-02-2016            | tip9            | -            |             |
| People                                               | 23-08-2019            | 31-08-2019            | tip             | -            |             |
| Frail State of Mind                                  | 25-10-2019            | 09-11-2019            | tip             | -            |             |
| Me & You Together Song                               | 16-01-2020            | 22-02-2020            | tip             | -            |             |
| The Birthday Party                                   | 19-02-2020            | 29-02-2020            | tip             | -            |             |